# Hoplothrips unicolor
Hoplothrips unicolor är en insektsart som först beskrevs av André Vuillet 1914.  Hoplothrips unicolor ingår i släktet Hoplothrips och familjen rörtripsar. Arten är reproducerande i Sverige. Inga underarter finns listade i Catalogue of Life.